# Espanha nos Jogos Olímpicos de Inverno de 2022
Espanha participou dos Jogos Olímpicos de Inverno de 2022, realizados em Pequim, na China.
Foi a 21.ª aparição do país em Olimpíadas de Inverno. Foi representado por 14 atletas, sendo 10 homens e quatro mulheres.

## Competidores
| Esporte             | Masculino | Feminino | Total |
| ------------------- | --------- | -------- | ----- |
| Esqui alpino        | 2         | 1        | 3     |
| Esqui cross-country | 2         | 0        | 2     |
| Esqui estilo livre  | 2         | 0        | 2     |
| Patinação artística | 2         | 2        | 4     |
| Skeleton            | 1         | 0        | 1     |
| Snowboard           | 1         | 1        | 2     |
| Total               | 10        | 4        | 14    |

## Medalhas
Esta foi a medalhista desta edição:
| Atleta            | Esporte   | Evento            | Medalha |
| ----------------- | --------- | ----------------- | ------- |
| Queralt Castellet | Snowboard | Halfpipe feminino | Prata   |

## Desempenho

### Esqui alpino
Masculino
Feminino

### Esqui cross-country
Masculino

### Esqui estilo livre
Masculino

### Patinação artística
Masculino
Feminino

### Skeleton
Masculino

### Snowboard
Masculino
Feminino
Legenda
| Recorde mundial      | Recorde mundial (World record)               |                       | Recorde africano                      | Recorde africano (African) |                                           | Q | Classificado por posição (Qualified) |
| Recorde olímpico     | Recorde olímpico (Olympic record)            | Recorde da América    | Recorde da América (Americas)         | q                          | Classificado por melhor tempo (Qualified) |   |                                      |
| Melhor marca do ano  | Melhor marca do ano (World leading)          | Recorde asiático      | Recorde asiático (Asian)              | DNS                        | Não largou (Did not start)                |   |                                      |
| Recorde nacional     | Recorde nacional (National record)           | Recorde europeu       | Recorde europeu (European)            | DNF                        | Não terminou (Did not finish)             |   |                                      |
| Recorde pessoal      | Recorde pessoal do atleta (Personal best)    | Recorde da Oceania    | Recorde da Oceania (Oceania)          | DSQ / DQ                   | Desclassificado (Disqualified)            |   |                                      |
| Recorde da temporada | Recorde da temporada do atleta (Season best) | Recorde sul-americano | Recorde sul-americano (South America) | NM                         | Sem marca (No mark)                       |   |                                      |